# Хрисохоидис, Михалис
Михалис Хрисохоидис (греч. Μιχάλης Χρυσοχοΐδης, 31 октября 1955, Ниси, Иматия) — греческий политический и государственный деятель. Член партии «Новая демократия». Министр здравоохранения Греции с 27 июня 2023 года. В прошлом — министр защиты граждан (2019—2021, 2012, 2009—2010), министр развития, конкурентоспособности и водного транспорта (2010—2012).

## Биография
Михалис Хрисохоидис родился в Ниси, префектура Иматия в 1955 году. Изучал право в Университете Аристотеля в Салониках. Михалис Хрисохоидис женат и имеет двух сыновей и дочь.
Членом ПАСОК стал в 1974 году, на протяжении длительного времени был секретарем комитета ПАСОК в префектуре Иматия. С 1981 года начал заниматься юридической практикой в Верии. В 1987—1989 занимал должность номарха Кардицы.
В июне 1989 года впервые избран членом Греческого парламента от Иматии по спискам партии ПАСОК. 24 сентября 1990 года на 2-м конгрессе ПАСОК был избран членом Центрального Комитета партии. В 1995 году стал членом бюро партии. 3 июля 2003 года избран секретарем Центрального Комитета ПАСОК, на этом посту оставался до марта 2005 года.
Кроме того, с середины 1990-х годов находился на правительственной службе; среди его должностей: министр торговли (1994—1996), секретарь развития (1996—1999), министр общественного порядка (1999—2003) и министр защиты граждан (2009—2010). За период его пребывания на должности силовых ведомств в Греции были разоблачены две крупные террористические организации: в 2002 — Революционная организация 17 ноября и Революционная борьба — в 2010 году.
7 сентября 2010 года получил портфель министра экономики, конкурентоспособности и водного транспорта в правительстве Йоргоса Папандреу. После отставки Йоргоса Папандреу и формирования коалиционного правительства во главе с Лукасом Пападимосом Михалис Хрисохоидис сохранил пост министра развития, конкурентоспособности и водного транспорта. Однако 7 марта 2012 года был заменен на посту министра развития, конкурентоспособности и водного транспорта Анной Диамантопулу и назначен министром защиты граждан Греции. Правительство Пападимоса ушло в отставку  17 мая.
9 июля 2019 года назначен министром защиты граждан Греции в правительстве под руководством Кириакоса Мицотакиса. 31 августа 2021 года в результате перестановок Хрисохоидиса сменил Такис Теодорикакос.
27 июня 2023 года назначен министром здравоохранения Греции во втором правительстве под руководством Кириакоса Мицотакиса.

## Личная жизнь
Имеет двух сыновей и дочь.